# Pomacentrus cuneatus
Pomacentrus cuneatus är en fiskart som beskrevs av Allen, 1991. Pomacentrus cuneatus ingår i släktet Pomacentrus och familjen Pomacentridae. Inga underarter finns listade i Catalogue of Life.